# Budapest Klezmer Band
A Budapest Klezmer Band 1990-ben alakult, hagyományos zsidó zenét játszó együttes. Felléptek musicalekben is, nagy sikerrel szerepeltek az európai és amerikai turnékon. 2000-ben a Magyar Tudományos Akadémia Kodály Zoltán közművelődési díjával tüntették ki, 2003-ban Artisjus-díjat kaptak.

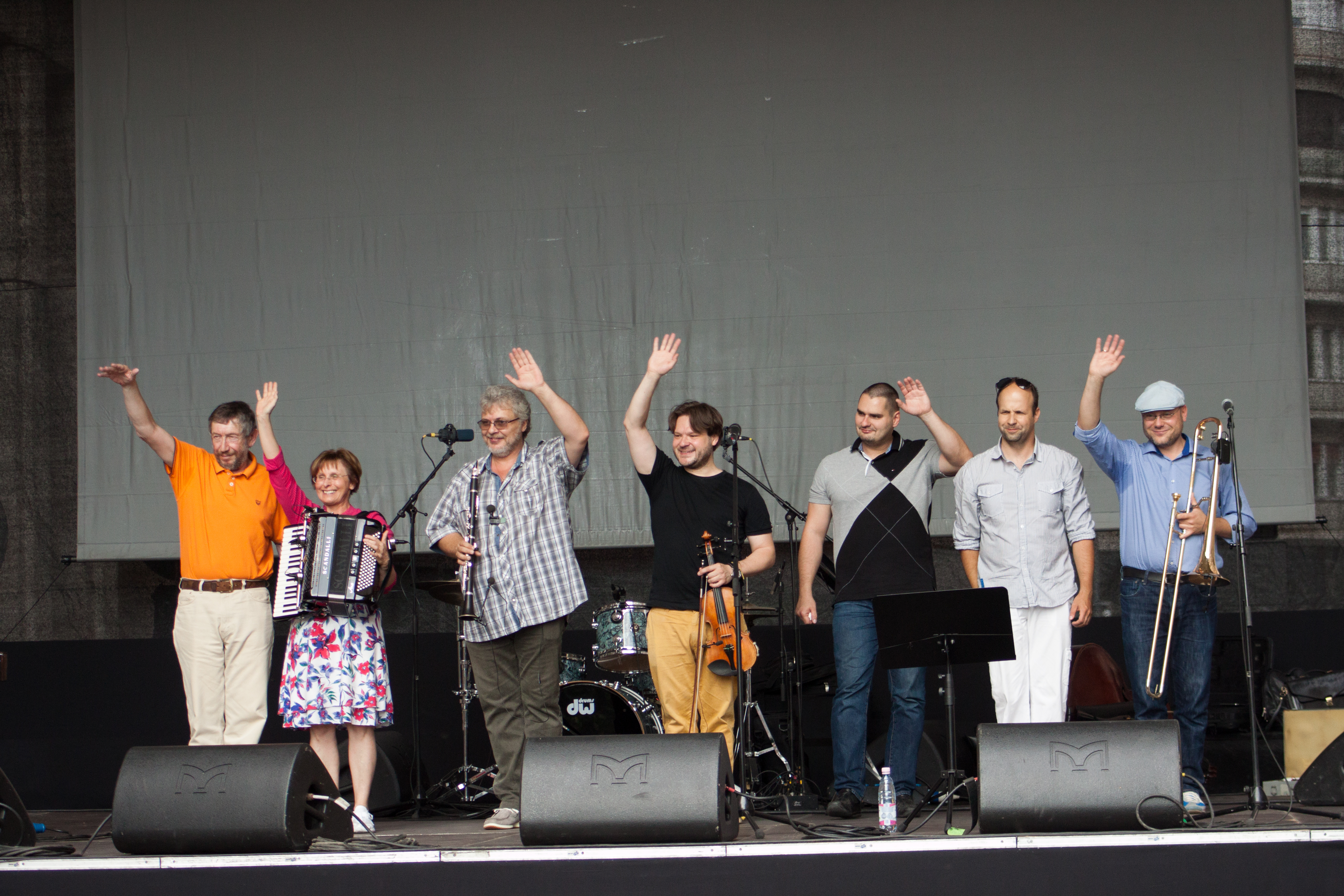
Az együttes 2014-ben

## Lemezeik
- 1995: A Nakht in Gan Eydn
- 1997: A 7:40-es vonat
- 1999: Purim
- 2000: Yiddishe Blues
- 2001: Klezmer Szvit
- 2005: Le chajem Rebbe
- 2005: Le chajem Budapest

## Galéria

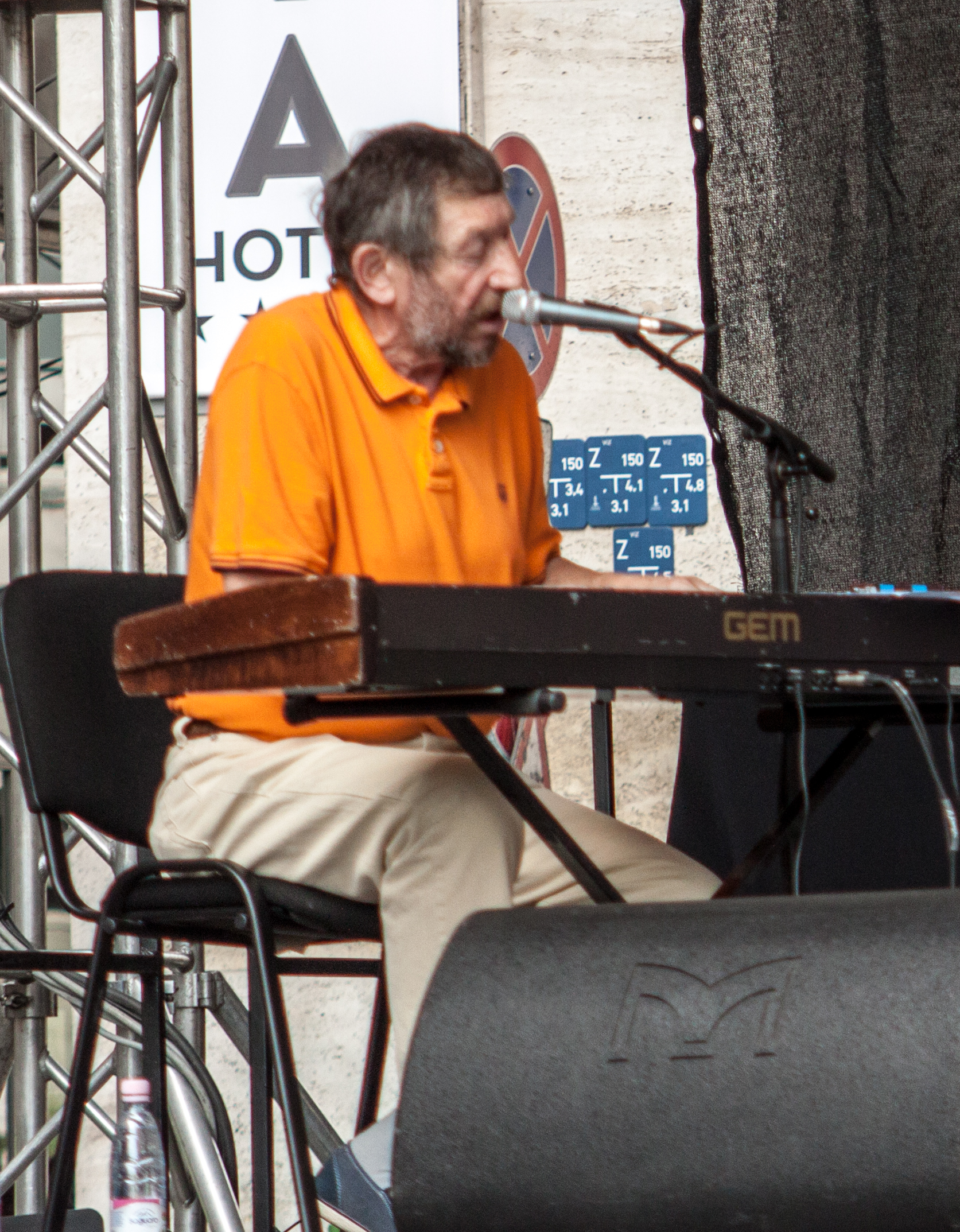
Jávori Ferenc Fegya
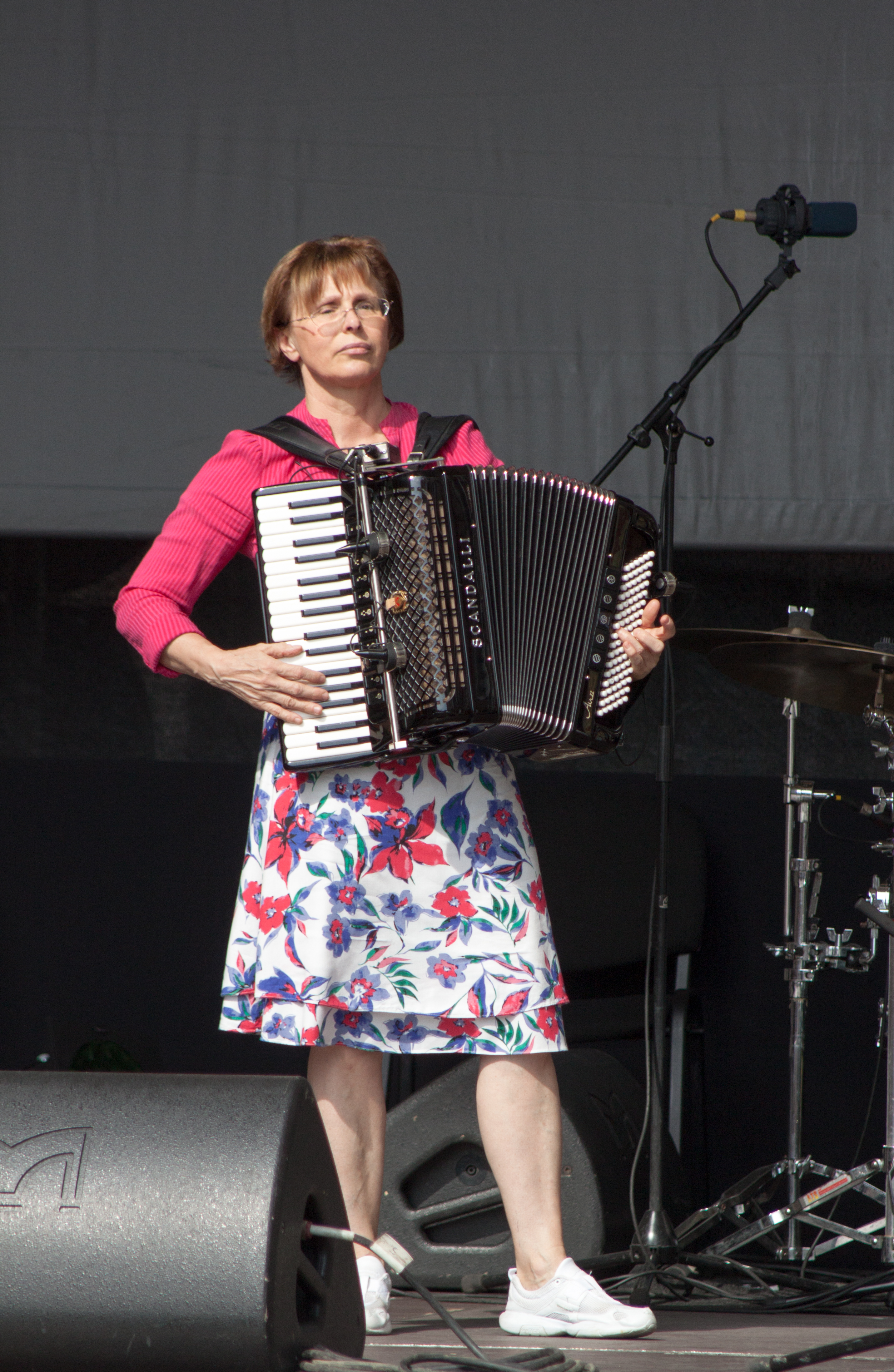
Nagy Anna
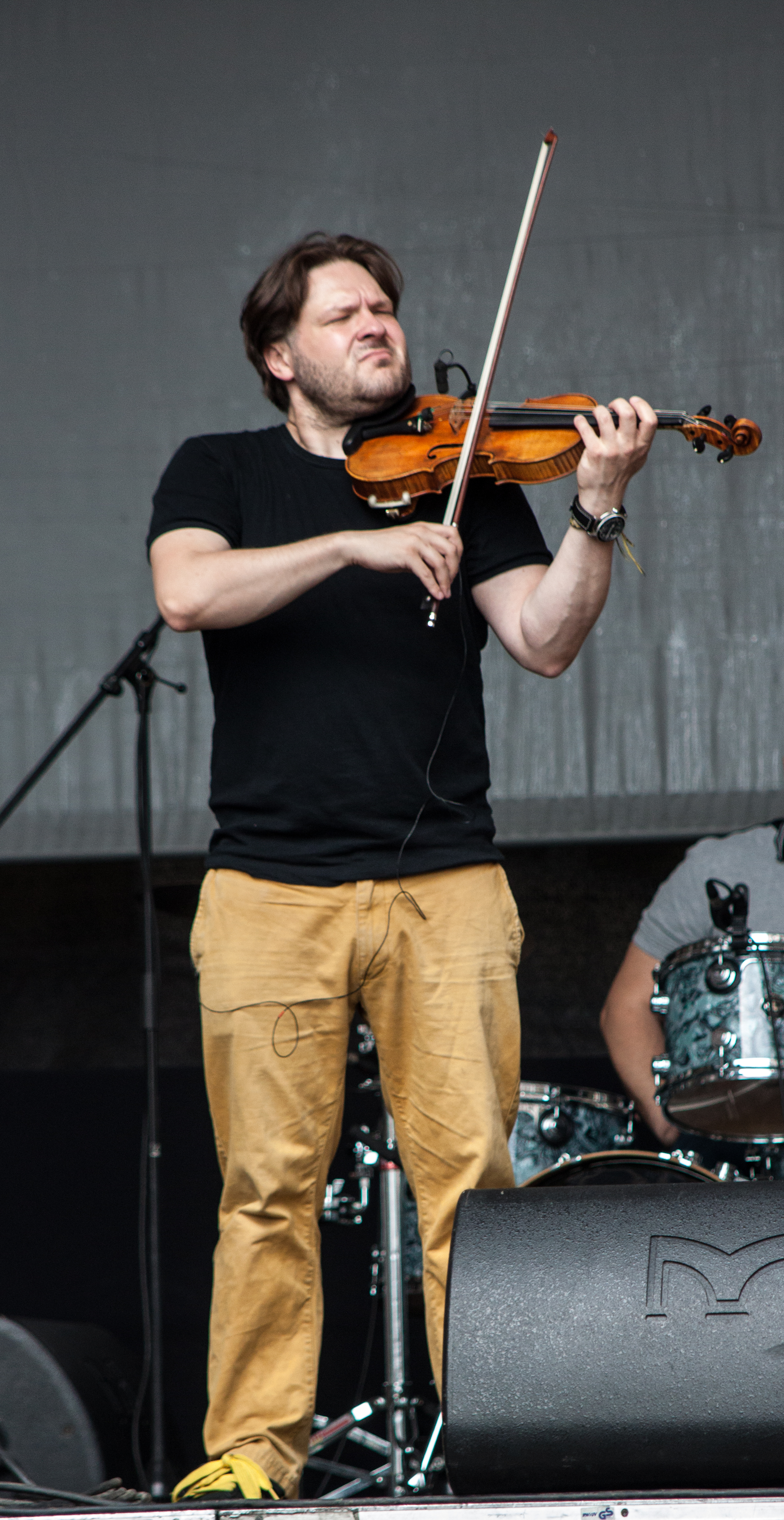
Gazda Bence
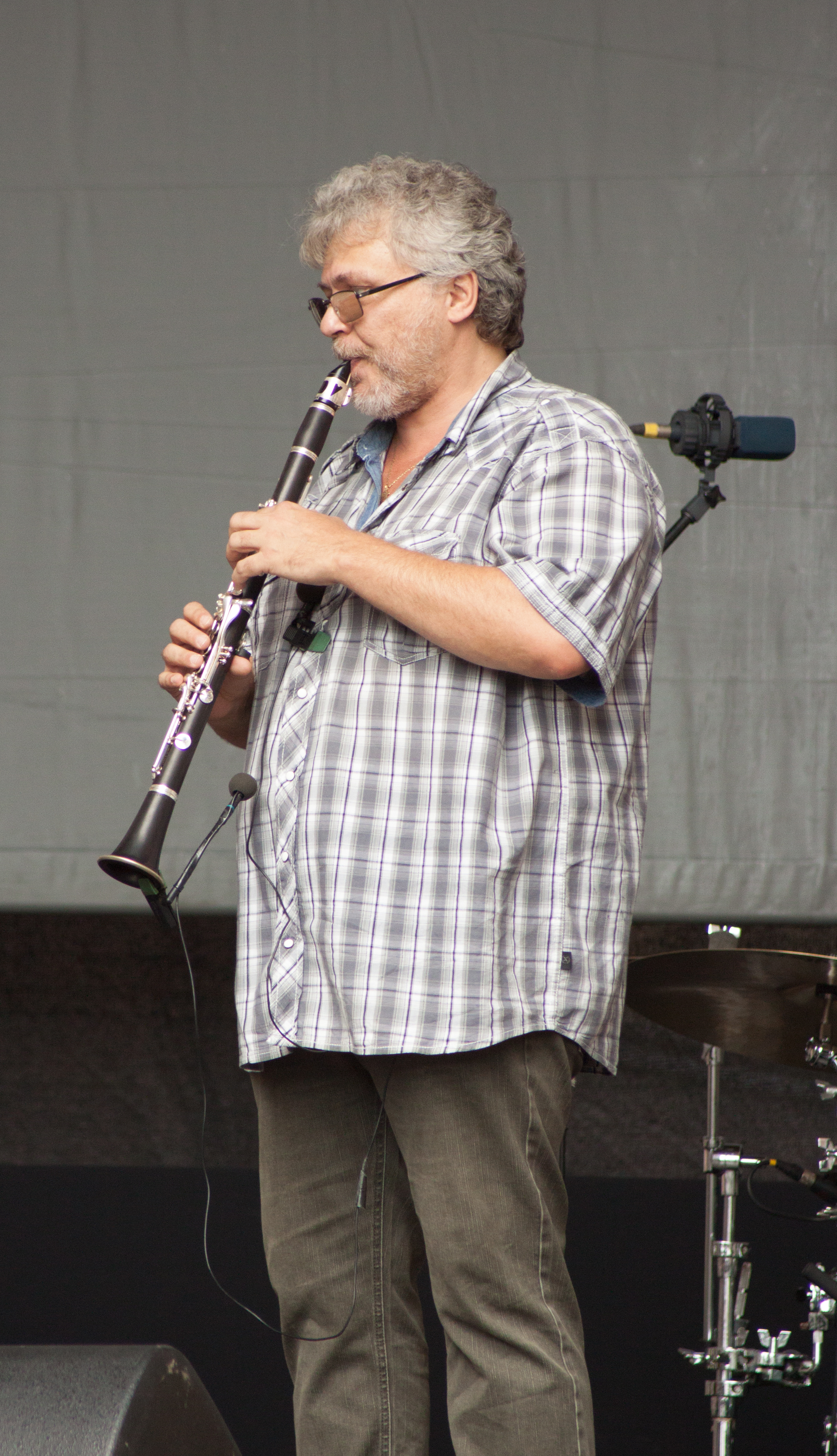
Kohán István
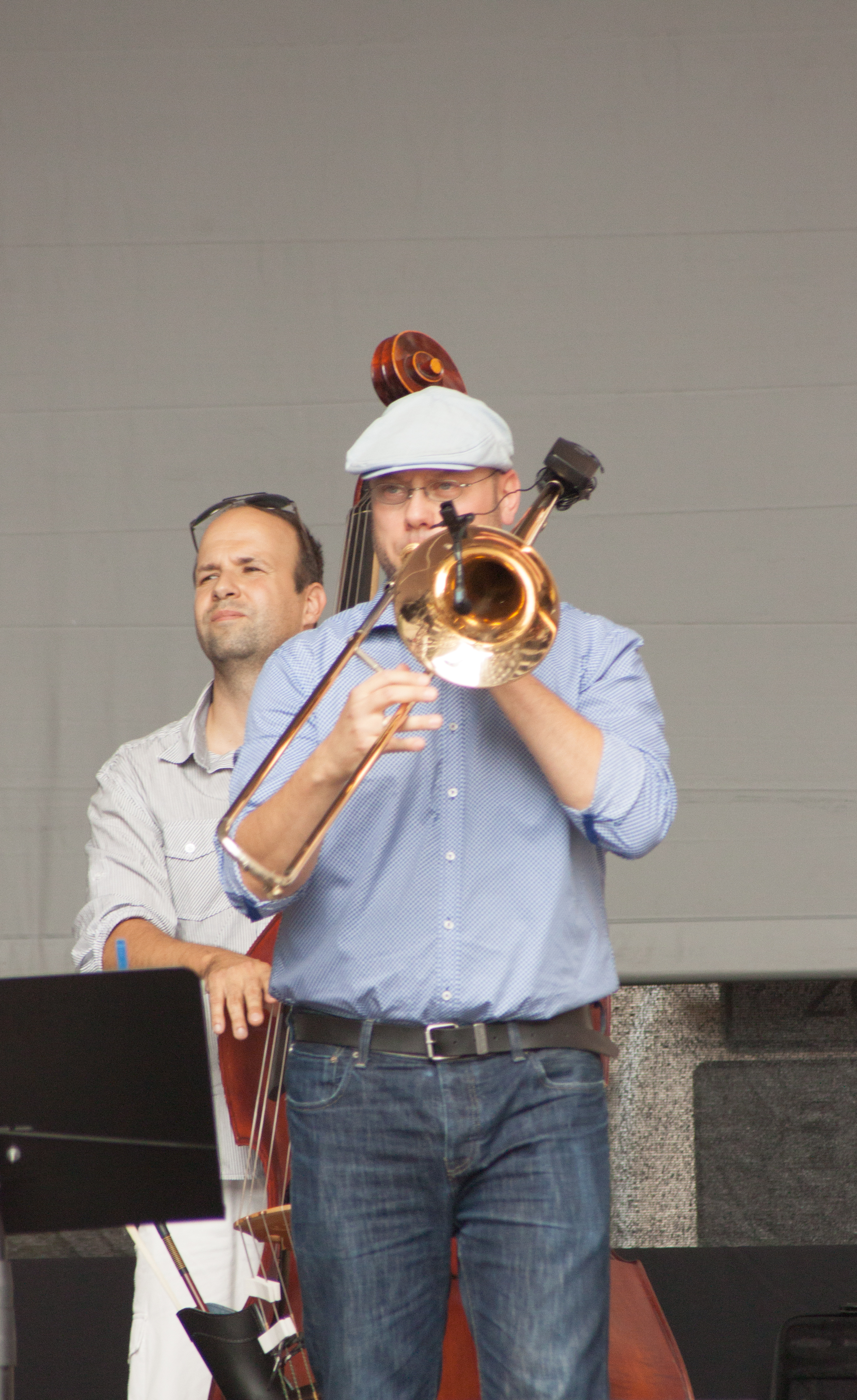
Barbinek Gábor
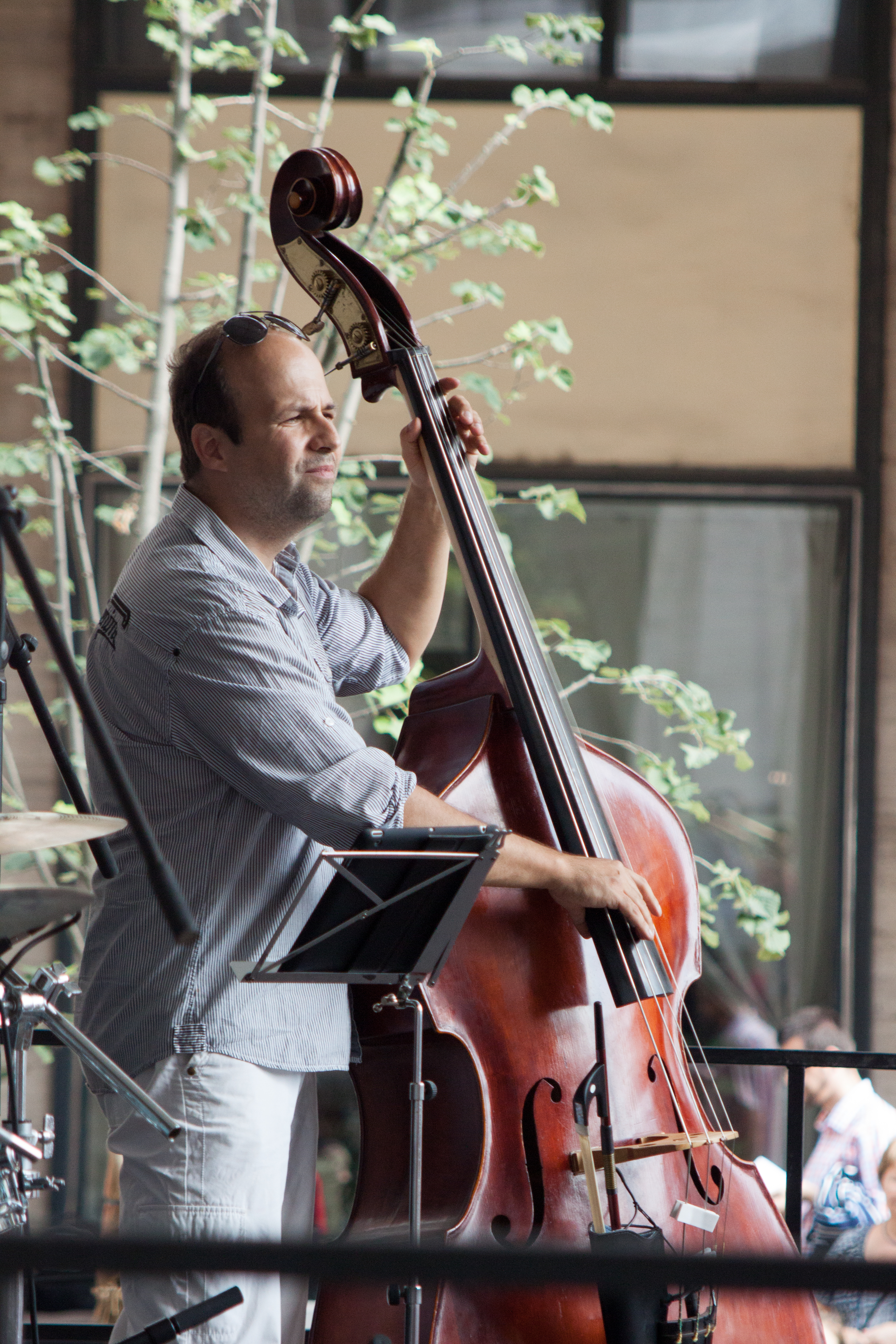
Máthé László
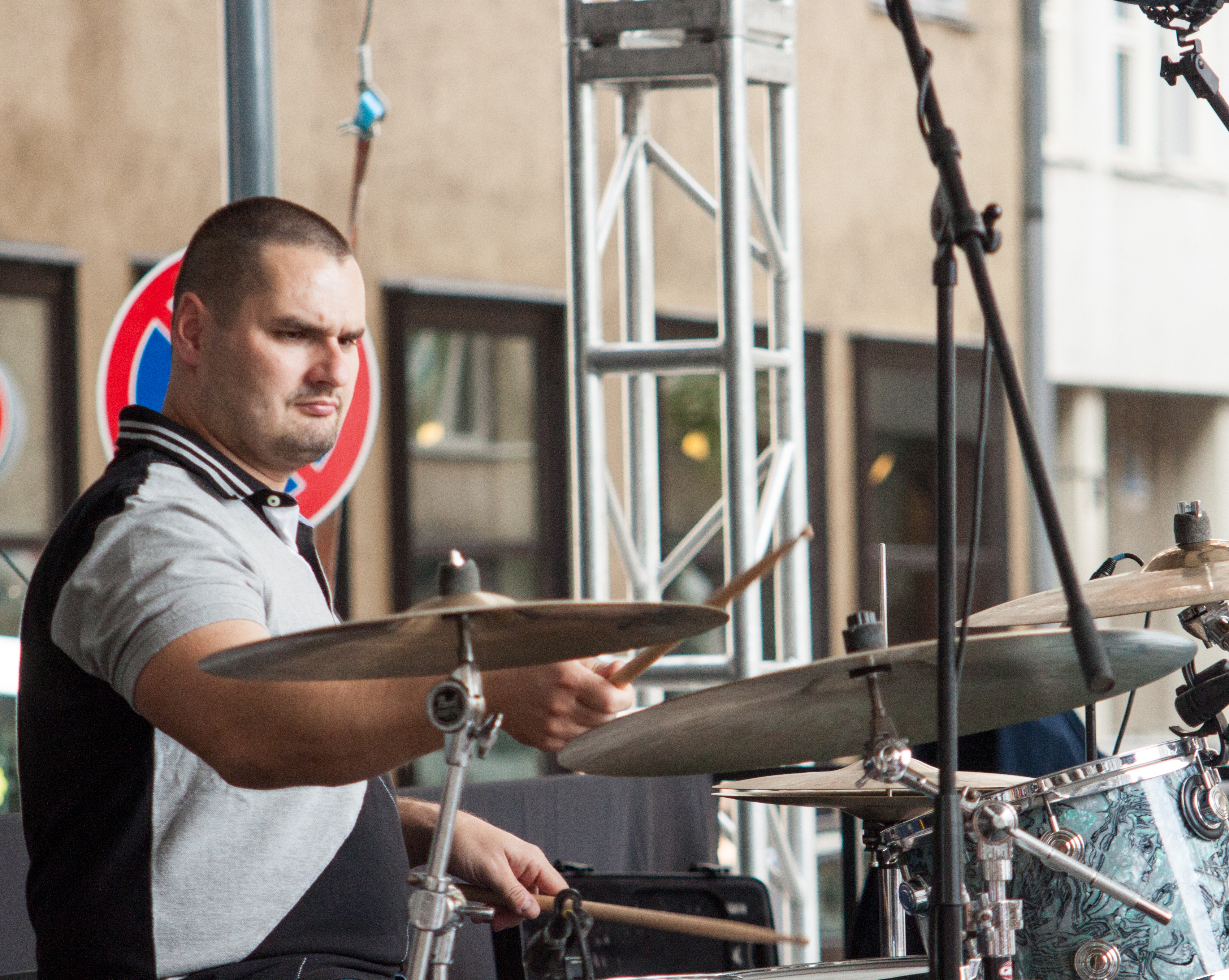
Végh Balázs

## Díjai
- Prima díj (2015)
- Prima Primissima közönségdíj (2015)